# Ready
Ready – trzeci, studyjny album amerykańskiego wokalisty R&B, Treya Songza, wydany 31 sierpnia 2009. Album uzyskał nominację do nagrody Grammy w kategorii Best Contemporary R&B Album.

## Lista utworów
1. „Panty Droppa (Intro)” (Troy Taylor & Patrick Hayes) – 1:27
2. „Neighbors Know My Name” (Troy Taylor & Patrick Hayes) – 1:27
3. „I Invented Sex” (featuring Drake) (Los Da Mystro) – 4:08
4. „I Need a Girl” (Stargate & Johnta Austin) – 3:34
5. „One Love” (Bryan-Michael Cox & Johnta Austin) – 4:17
6. „Does He Do It” (Sean Garrett & Eric Hudson) – 2:59
7. „Say Aah” (featuring Fabolous) (Young Yonny & Troy Taylor) – 3:27
8. „LOL :-)” (featuring Gucci Mane & Soulja Boy Tell 'Em) (Fisha & Price) – 4:08
9. „Ready to Make Luv” (Troy Taylor) – 1:21
10. „Jupiter Love” (Troy Taylor & John SK McGee) – 4:34
11. „Be Where You Are” (Christopher Henderson) – 4:00
12. „Successful” (featuring Drake) (Noah „40” Shebib) – 4:26
13. „Black Roses” Bei Maejor – 3:34
14. „Love Lost” (Troy Taylor & Trey Day) – 3:44
15. „Hollalude” (Troy Taylor) – 1:16
16. „Holla If Ya Need Me” (Troy Taylor & Chris Hines) – 4:05
17. „Yo Side of the Bed” (Troy Taylor & Patrick Hayes) – 4:10

### Edycja Deluxe
1. „Brand New” (Soundz) – 3:42
2. „Scratchin’ Me Up” (Soundz) – 4:09
3. „You Belong to Me” – 3:54